# Gueorgui Catoire
Gueorgui Catoire   (Moscou, 27 d'abril de 1861 - Moscou, 21 de maig de 1926), nom complet Gueorgui Lvóvitx Catoire, rus: Георгий Львович Катуар, conegut també amb el nom de Georges Catoire, va ser un compositor rus d'herència francesa.
Catoire va estudiar piano a Berlín amb Karl Klindworth (un amic de Richard Wagner) de qui va aprendre a apreciar Wagner. Es va convertir en un dels pocs compositors russos "wagnerians", que es va unir a la societat wagneriana el 1879.
Catoire es va graduar a la Universitat de Moscou en matemàtiques el 1884 amb destacats honors. Després de graduar-se, va treballar per al negoci comercial del seu pare, i més tard es va convertir en músic a temps complet. Va ser en aquest moment que Catoire va començar a prendre classes de piano i harmonia bàsica de l'alumne de Klindworth, V. I. Willborg. Aquestes lliçons van donar lloc a la composició d'una sonata per a piano, algunes peces de personatges i algunes transcripcions. La més famosa d'aquestes transcripcions va ser la transcripció al piano de la Introducció i la fuga de Txaikovski de la primera suite orquestral (que Jurgenson va publicar posteriorment a recomanació de Txaikovski).
No satisfet de les seves lliçons amb Willborg, Catoire va anar a Berlín a finals de 1885 per continuar les seves lliçons amb Klindworth. Al llarg del 1886, va fer breus viatges a Moscou i, en un d'aquests viatges, va conèixer Txaikovski, que estava molt satisfet amb el conjunt de variacions de piano de Catoire. Txaikovski va dir al compositor més jove que "seria un gran pecat si no es dediqués a la composició". Va ser durant aquesta visita a Moscou que Catoire es va presentar a l'editor Jurgenson. Catoire va continuar estudiant piano amb Klindworth a Berlín durant tot el 1886, i simultàniament va estudiar composició i teoria amb Otto Tirsch. No satisfet amb les instruccions de Tirsch, va començar a estudiar amb Philipp Rüfer. Aquestes lliçons també van ser de curta durada, però van donar lloc a la composició d'un quartet de corda.
Catoire va tornar a Moscou el 1887. Va refusar debutar com a pianista de concert, malgrat la recomanació de Klindworth. Catoire va conèixer de nou a Txaikovski i li va mostrar (juntament amb Nikolai Gubert i Sergei Taneyev) el quartet de corda que havia escrit a Berlín per a Rüfer. Tots estaven d'acord que l'obra era musicalment interessant, però que no tenia textura. Per recomanació de Txaikovski, Catoire va anar a trobar Rimsky-Korsakov a Sant Petersburg amb una sol·licitud de lliçons de composició i teoria. En una carta a Rimsky-Korsakov, Txaikovski va descriure més tard Catoire com "molt talentós ... però que necessitava una escolarització seriosa".
Rimsky-Korsakov va donar una lliçó a Catoire abans de passar-lo a Lyadov. Aquesta única lliçó va donar lloc a tres peces per a piano que es van publicar posteriorment com a op.2 de Catoire. Amb Lyadov, Catoire va estudiar contrapunt i va escriure diverses peces, inclosa la bonica Caprice op.3. Les lliçons de Lyadov van concloure l'escolarització formal de Catoire.
Després de tornar a Moscou, Catoire es va apropar força a Anton Arensky. Va ser durant aquest període que va escriure el seu segon quartet (que més tard va reescriure com a quintet) i la seva cantata, "Rusalka", op.5, per a veu solista, cor femení i orquestra.
La família, els amics i els col·legues de Catoire no simpatizaren amb la seva elecció de carrera en composició, de manera que el 1899, després d'una sèrie de decepcions, es va retirar al camp i gairebé va deixar de compondre. Després de dos anys de retirada de la societat, i després d'haver trencat gairebé totes les connexions amb amics musicals, l'Opus 7 Symphony va sorgir en forma de sextet com a resultat d'aquesta reclusió.
Des de 1919 Catoire va ser professor de composició al Conservatori de Moscou. Va escriure diversos tractats de teoria i composició durant el seu mandat. Nikolai Miaskovski tenia molt en compte els estudiants de Catoire.
Avui Catoire és molt poc conegut, tot i que existeixen algunes gravacions de les seves obres per a piano de Marc-André Hamelin, Anna Zassimova i Aleksandr Goldenvéizer, mentre que David Oistrakh i Laurent Albrecht Breuninger  han enregistrat la música completa per a violí. La seva música té una certa aparença amb les obres de Txaikovski, les primeres obres de Scriabin i la música de Fauré. Les composicions de Catoire exigeixen no només un alt virtuosisme, sinó també una orella per al color instrumental.
Georgy Catoire és l'oncle de l'autor i músic Jean Catoire.